# リカルド・グラール・ペレイラ
- リカルド・グラール
- ヒカルド・グラル
- リカルド・グラル
- リカルド・ゴウラー

リカルド・グラール（Ricardo Goulart）こと、リカルド・グラール・ペレイラ（Ricardo Goulart Pereira、1991年6月5日 - ）は、ブラジル・サンパウロ州サン・ジョゼ・ドス・カンポス出身の元サッカー選手。現役時代のポジションはミッドフィールダー、フォワード。

## 経歴

### クルゼイロ
2013、2014のカンピオナート・ブラジレイロ・セリエAを制覇してクルゼイロの2連覇に貢献した。2014年にはカンピオナート・ミネイロも制覇して2冠を果たした。2014年の国内リーグでグラルは26試合15得点を記録した。活躍が認められて2014年にはプレミオ・クラッキ・ド・ブラジレイロンとボーラ・ジ・オーロを受賞した。

### 広州恒大
2015年1月13日、クルゼイロECから中国サッカー・スーパーリーグの広州恒大へ移籍することが発表された。移籍金は1500万ユーロ（約21億円）で4年契約、中国リーグ史上最高額の契約になった。背番号は11番。
2015シーズン
2015年2月25日、AFCチャンピオンズリーグ2015の第1節でFCソウルと対戦し、移籍後初ゴールを決めた。さらに2015年3月4日、AFCチャンピオンズリーグ2015の第2節でウェスタン・シドニー・ワンダラーズFCと対戦し、移籍後初ハットトリックを達成した。AFCチャンピオンズリーグ2015では広州恒大の2年ぶり2回目のアジア王者に貢献した。またAFCチャンピオンズリーグ2015の最優秀選手賞と得点王（8得点）を受賞した。AFCチャンピオンズリーグ2015での活躍によりアジア年間最優秀外国人選手賞を受賞した。超級リーグでは広州恒大の5年連続5回目の優勝に貢献し、中国サッカー協会年間最優秀選手賞と超級リーグベストイレブンを受賞した。
2016シーズン
超級リーグでは広州恒大の6年連続6回目の優勝に貢献し、中国サッカー協会年間最優秀選手賞、超級リーグベストイレブン、超級リーグ得点王（19得点）を受賞した。

### パルメイラス
2018年の暮にセレソンでの再召集を目指すべく帰国。2019年1月15日にパルメイラスへ期限付き移籍することを発表した。背番号は広州恒大と同じ11番。だが、同年4月にはじまった全国選手権の開幕戦の前半にいきなり負傷。戦列を離れている間に、チームは負けなしの連勝で首位を独走。その間に広州恒大から再度復帰のオファーを受け、同年5月23日に戻ることを発表した。

### 河北華夏幸福
2020年、河北華夏幸福へ期限付き移籍した。背番号は16番。

### サントス
2022年1月11日、カンピオナート・ブラジレイロ・セリエAのサントスFCに2年契約で移籍する事が発表された。
2021年11月に広州を去った後、中国メディアはグラールが中国国籍をあきらめたと報じたが、ブラジル国籍を取り戻すための事務手続きをすぐに開始しなかったため、2022年シーズンにはまだ外国人として登録されていた。

### バイーア
2022年8月2日、ECバイーアにフリーで加入した。
2023年4月24日、グラールは現役を引退することを発表した。

## 代表経歴
2014年9月に1度ブラジル代表に召集され、親善試合のエクアドル戦の1試合のみ途中出場した。だが、その後は中国での活躍にも関わらず、召集が見送られると、2019年に中国サッカー協会からのオファーを受け、中国代表になるべく帰化する準備を進めていた。
2019年7月30日付のブラジル連邦官報『Diário Oficial da União』での掲載により中国国籍の取得が明らかになり、ブラジル国籍を正式に離脱した。けれども、2018年10月に中国を去り2019年5月に帰国したことが影響し、FIFAが定めた中国人選手としての活動資格を得るために必要な最低5年以上の居住規則を満たしていなかったため、グラールが中国代表としてプレーすることはなかった。

## 人物・エピソード
- 兄であるジュニーニョ (en) もプロサッカー選手である。

## 個人成績
| 国内大会個人成績 | 国内大会個人成績 | 国内大会個人成績 | 国内大会個人成績 | 国内大会個人成績 | 国内大会個人成績 | 国内大会個人成績 | 国内大会個人成績 | 国内大会個人成績 | 国内大会個人成績 | 国内大会個人成績 | 国内大会個人成績 |
| 年度             | クラブ           | 背番号           | リーグ           | リーグ戦         | リーグ戦         | リーグ杯         | リーグ杯         | オープン杯       | オープン杯       | 期間通算         | 期間通算         |
| 年度             | クラブ           | 背番号           | リーグ           | 出場             | 得点             | 出場             | 得点             | 出場             | 得点             | 出場             | 得点             |
| 中国             | 中国             | 中国             | 中国             | リーグ戦         | リーグ戦         | リーグ杯         | リーグ杯         | FA杯             | FA杯             | 期間通算         | 期間通算         |
| ---------------- | ---------------- | ---------------- | ---------------- | ---------------- | ---------------- | ---------------- | ---------------- | ---------------- | ---------------- | ---------------- | ---------------- |
| 2015             | 広州恒大         | 11               | 超級             | 27               | 19               | -                | -                | 0                | 0                | 27               | 19               |
| 2016             | 広州恒大         | 11               | 超級             | 29               | 19               | -                | -                | 7                | 4                | 36               | 23               |
| 通算             | 中国             | 中国             | 超級             | 56               | 38               | -                | -                | 7                | 4                | 63               | 42               |
| 総通算           | 総通算           | 総通算           | 総通算           | 56               | 38               | 0                | 0                | 7                | 4                | 63               | 42               |

その他の公式戦
- 2016年
  - 中国サッカー・スーパーカップ 1試合2得点

| 国際大会個人成績 | 国際大会個人成績 | 国際大会個人成績 | 国際大会個人成績 | 国際大会個人成績 | 国際大会個人成績 | 国際大会個人成績 | FIFA | FIFA | 期間通算 | 期間通算 |
| 年度             | クラブ           | 背番号           | 出場             | 得点             | 出場             | 得点             | 出場 | 得点 | 出場     | 得点     |
| AFC              | AFC              | AFC              | AFC CL           | AFC CL           | AFC CUP          | AFC CUP          | FCWC | FCWC | 期間通算 | 期間通算 |
| ---------------- | ---------------- | ---------------- | ---------------- | ---------------- | ---------------- | ---------------- | ---- | ---- | -------- | -------- |
| 2015             | 広州恒大         | 11               | 14               | 8                | -                | -                | 3    | 0    | 17       | 8        |
| 2016             | 広州恒大         | 11               | 6                | 3                | -                | -                | -    | -    | 6        | 3        |
| 通算             | AFC              | AFC              | 20               | 11               | 0                | 0                | 3    | 0    | 23       | 11       |
| 総通算           | 総通算           | 総通算           | 20               | 11               | 0                | 0                | 3    | 0    | 23       | 11       |

## 代表歴

### 出場大会
なし

### 試合数
国際Aマッチ 1試合 0得点（2014年- ）
| ブラジル代表 | 国際Aマッチ | 国際Aマッチ |
| 年           | 出場        | 得点        |
| ------------ | ----------- | ----------- |
| 2014         | 1           | 0           |
| 通算         | 1           | 0           |

## タイトル

### クラブ
クルゼイロ
- カンピオナート・ブラジレイロ・セリエA：2回 (2013, 2014)
- カンピオナート・ミネイロ：1回 (2014)

広州恒大
- AFCチャンピオンズリーグ：1回 (2015)
- 中国サッカー・超級リーグ：2回 (2015, 2016)
- 中国FAカップ：1回 (2016)
- 中国サッカー・スーパーカップ：1回 (2016)

### 個人
- ボーラ・ジ・オーロ：1回 (2014)
- プレミオ・クラッキ・ド・ブラジレイロン：1回 (2014)
- 中国サッカー協会年間最優秀選手賞：2回 (2015, 2016)
- 中国サッカー・超級リーグ得点王：1回 (2016)
- 中国サッカー・超級リーグベストイレブン：2回 (2015, 2016)
- アジア年間最優秀外国人選手賞：1回 (2015)
- AFCチャンピオンズリーグ最優秀選手賞：1回 (2015)
- AFCチャンピオンズリーグ得点王：1回 (2015)